# Djupvikens naturreservat
Djupvikens naturreservat är ett naturreservat i Värmdö kommun i Stockholms län.
Området är naturskyddat sedan 2018 och är 14 hektar stort. Reservatet vid kusten på nordöstra delen av Djurö, öster om Sollenkroka. Reservatet består av barrblandskog med dominans av tall på platser stort inslag av gran, samt mindre partier av lövdominerad sumpskog.